# Geografía de Queensland
Queensland es uno de los estados de Australia, situado en el extremo nororiental de la isla-continente, con una amplia gama de climas y de áreas geográficas. Está bordeado en su mayor parte por el mar: al este, por el mar del Coral (océano Pacífico); al norte, por el estrecho de Torres, que lo separa de Nueva Guinea (y donde está la isla Boigu frente a la costa novoguineana, que es el extremo norte absoluto de su territorio); y al noroeste, por el golfo de Carpentaria. El resto de límites son las fronteras estatales: al oeste, con el Territorio del Norte; al sur con el estado de  Nueva Gales del Sur y al suroeste con el estado de Australia Meridional.  El Trópico de Capricornio cruza el estado quedando aproximadamente la mitad de Queensland ubicada al norte de esa línea. La mayor parte de la población del estado se encuentra en la costa este, particularmente en el sureste, ya que las áreas al oeste (tierra adentro)  son mucho más áridas que las regiones costeras.
Geomorfológicamente, el estado es variado, con islas tropicales, playas de arena, llanuras fluviales planas que se inundan después de las lluvias monzónicas, extensiones de terreno árido y elevado, desiertos secos, ricos cinturones agrícolas y áreas urbanas densamente pobladas. Los accidentes geográficos más destacados son la Gran Barrera de Coral, que discurre paralela a la costa oriental, la gran península triangular de Cabo York, en el extremo septentrional, la Gran Cordillera Divisoria, que también discurre paralela al mar de Coral y la Gran Cuenca Artesiana,  el acuífero artesiano más grande y profundo del mundo que provee la única fuente confiable de agua dulce en gran parte del interior del estado (y del país).
La superficie total de Queensland es de 1 730 648 km², que comprende el 22.5% del continente australiano y que lo convierte en el segundo estado más grande del país, tras Australia Occidental. Es también la 5.ª entidad administrativa de primer nivel del mundo y si fuera un país, sería el 16.º más extenso. Queensland es más de dos veces y media el tamaño de Texas, tres veces España, cerca de cinco veces Japón y siete veces Gran Bretaña. La longitud total de la costa continental de Queensland es de 6973 km, con otros  6374 km de costas insulares.
La capital del estado es Brisbane, una ciudad costera localizada a 100 km por carretera al norte de la frontera con Nueva Gales del Sur. El estado se divide en varias regiones oficialmente reconocidas. Otras regiones geográficas más pequeñas son las mesetas de Atherton, el cinturón de Granito y el Channel Country en el extremo suroeste.
Los ríos más largos que discurren íntegramente por el estado son el Belyando (1054 km, con su afluente Burdekin (886 km)), que desagua en el mar de Coral y el Gilbert (887 km) y el Flinders (840 km), que desaguan ambos en el golfo de Carpentaria.  Otros ríos importantes que desaguan a través de otros estados son, en la cuenca del Murray-Darling, el Paroo (1210 km) y el Warregoo (1380 km); y, en la cuenca del lago Eyre, el Cooper Creek (1113 km), el Georgina (1057 km) y el río Diamantina (900 km). Algunos de estos ríos pueden estar secos gran parte del año. No hay grandes lagos naturales en el estado y el embalse mayor corresponde a la presa de Burdekin, seguida del lago Awoonga.
Las montañas más altas del estado son los montes  Bartle Frere (1622 m), Bellenden Ker (1593 m), Superbus (1375 m) y Barney (1359 m) y el pico Thornton  (1374 m).
Queensland tiene cinco de los 19 sitios declarados Patrimonio Natural Mundial de Australia. la Gran Barrera de Coral (1981) —una de las maravillas del mundo y una importante tarjeta turística—, los bosques húmedos Gondwana de Australia (1986, amp. 1994, compartido con Nueva Gales del Sur), los  Trópicos húmedos de Queensland (1988) (incluidos los parques nacionales Daintree y Lamington), la isla Fraser (1992) y sitios de mamíferos fósiles australianos (Riversleigh-Naracoorte) (1994). También tiene declarados 226 parques nacionales, que protegen más 6.5 millones de hectáreas. También hay muchas áreas de gran belleza natural, como la Sunshine Coast y la Gold Coast, donde se encuentran algunas de las playas más populares del estado; las montañas Bunya y la ya mencionada Gran Cordillera Divisoria, con numerosos miradores, cascadas y áreas de pícnic; la garganta de Carnarvon; las islas Whitsunday; y la isla Hinchinbrook. 

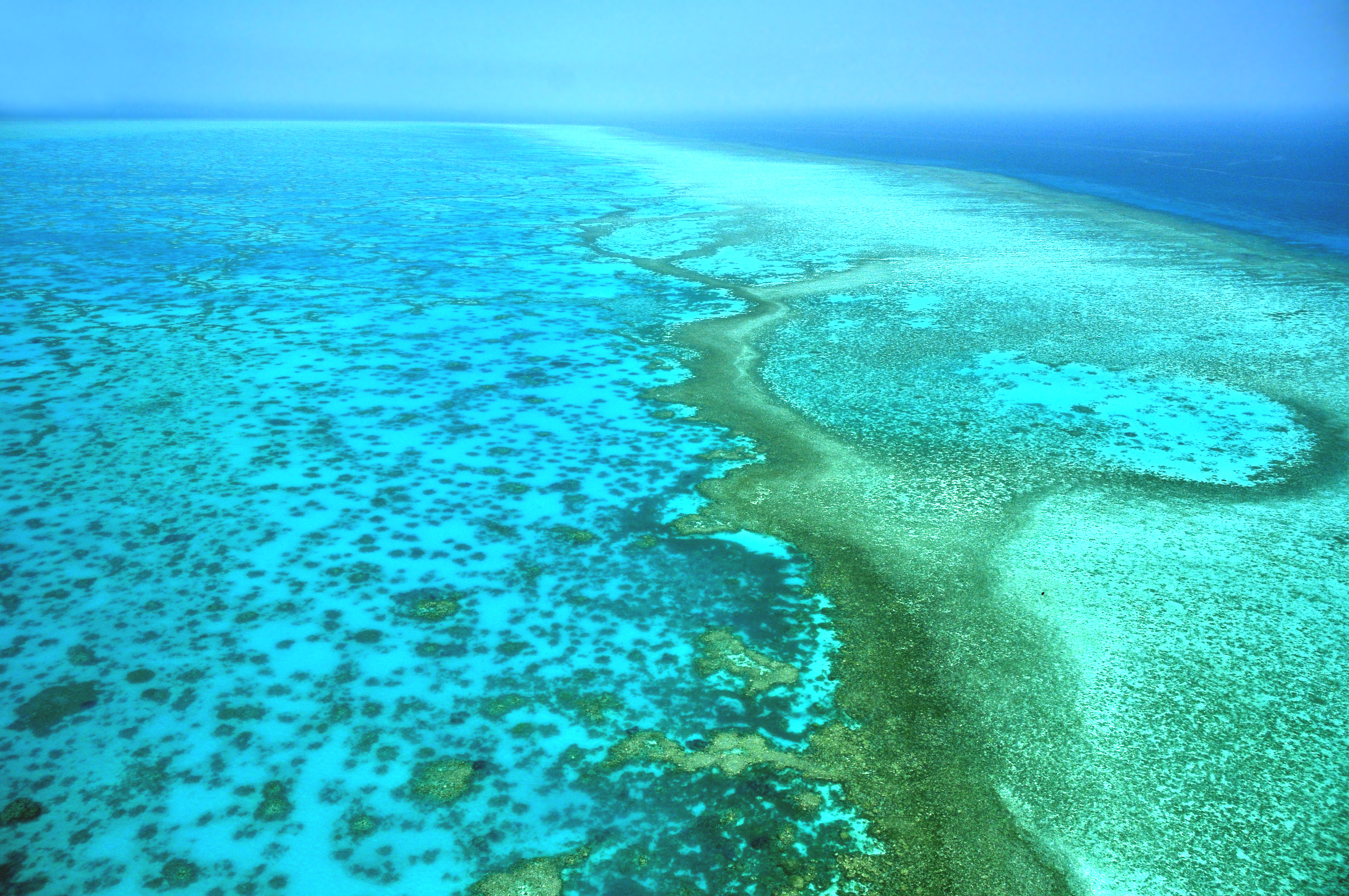
Great Barrier Reef, que se extiende a lo largo de la mayor parte de la costa oriental.
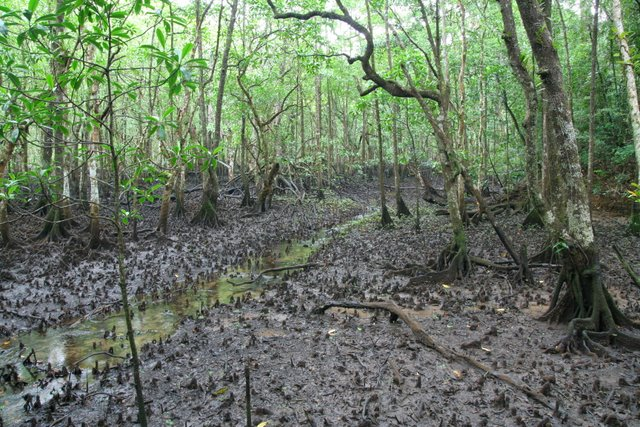
Manglar swampland en Cape Tribulation.
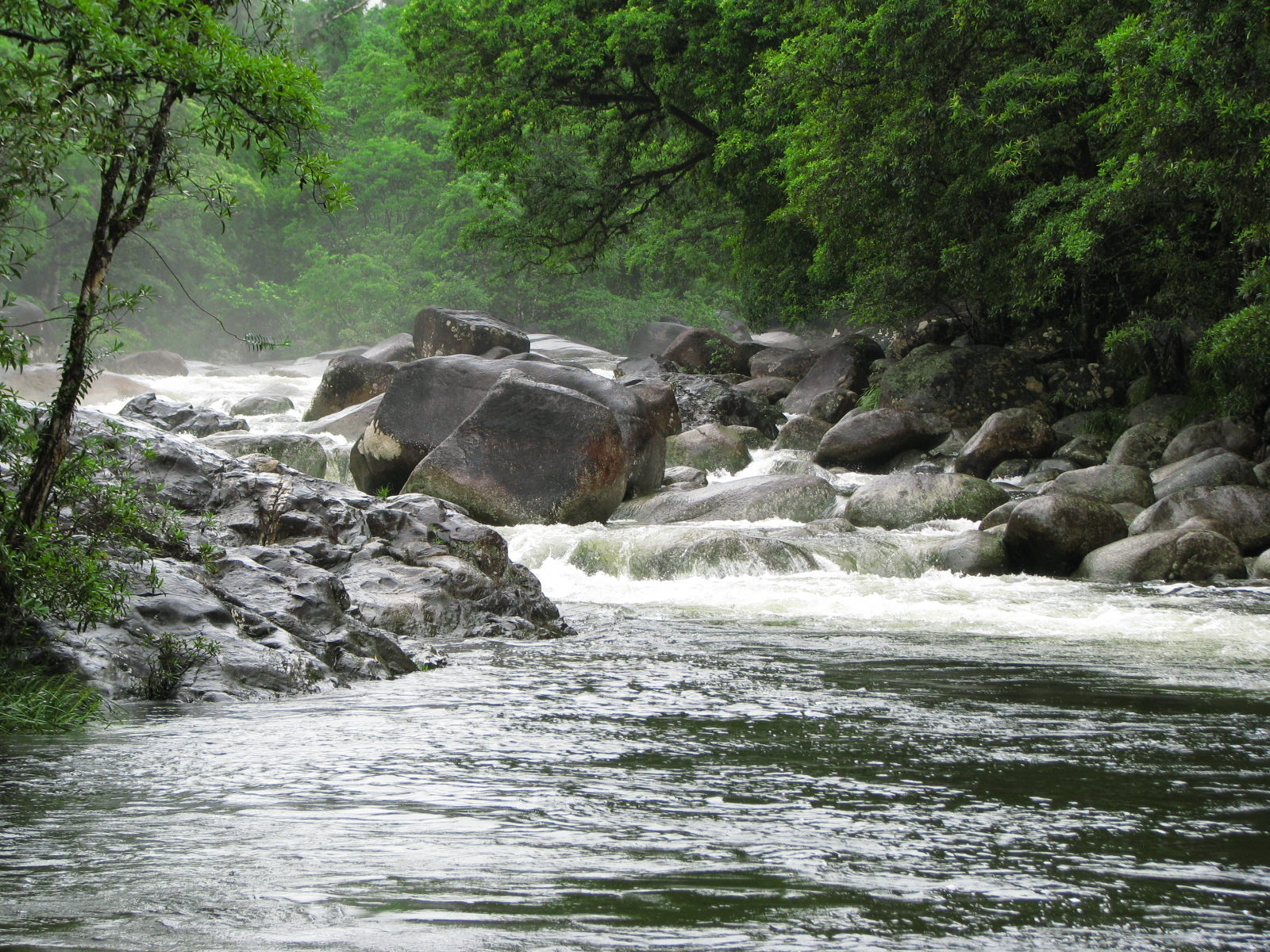
Río Mossman  durante la estación húmeda.
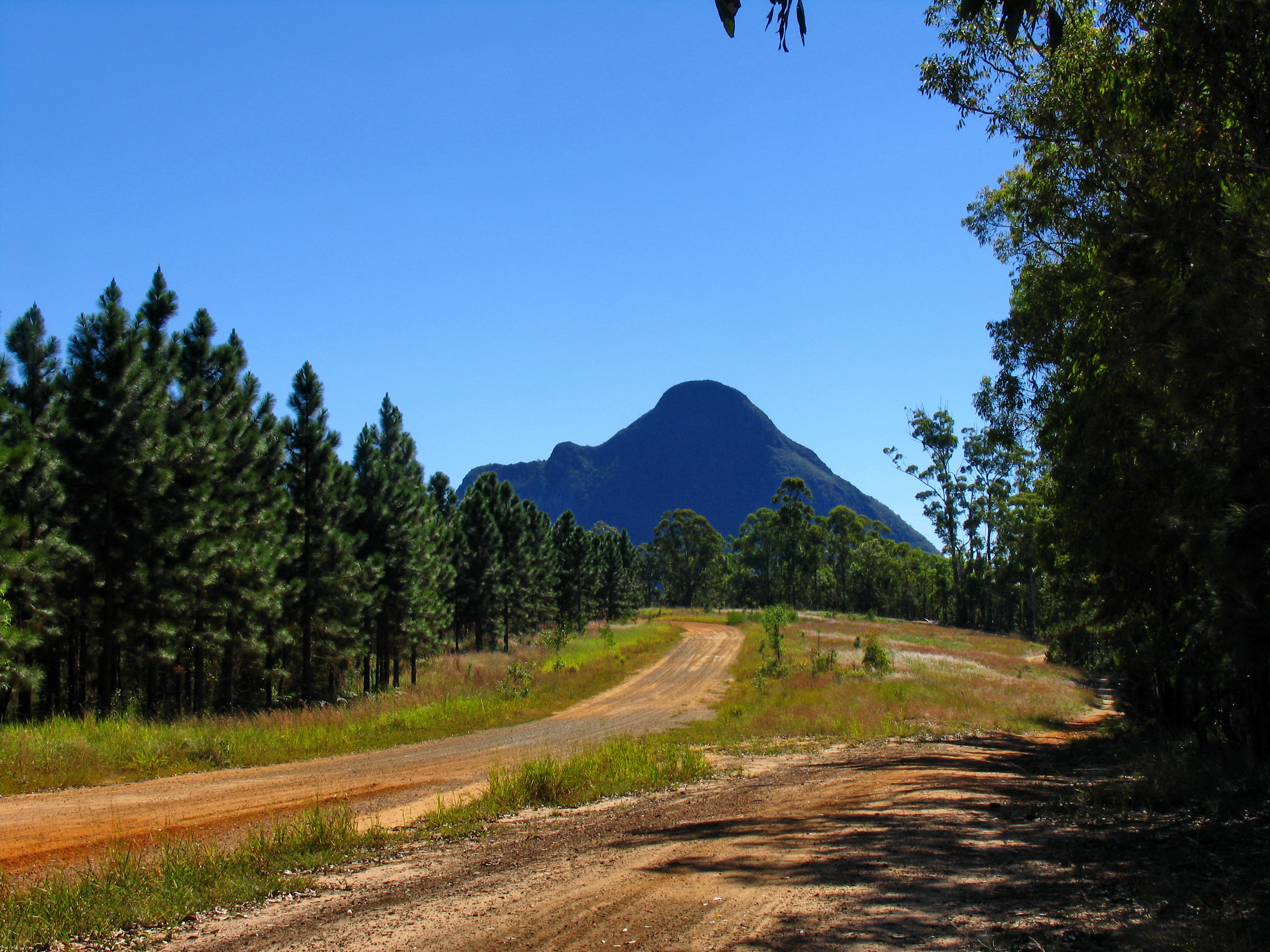
Montañas Glasshouse.

## Fronteras
El límite más occidental, con el Territorio del Norte, está alineado a lo largo del meridiano 138 este hasta Poeppel Corner, en la intersección de este meridiano y del paralelo 26 sur. Es aquí donde Queensland limita con Australia Meridional. El límite sigue esta latitud hasta que alcanza el meridiano 141 este en Haddon Corner, donde la frontera gira hacia el sur hasta llegar a Cameron Corner en el paralelo 29 sur, la parte más occidental de la frontera con Nueva Gales del Sur. La frontera sigue esta latitud 29ºS hacia la costa, aproximadamente hasta el meridiano 154 este, antes de seguir los cursos de varios ríos, luego a través de varias cadenas montañosas hasta llegar a Point Danger. Estos ríos son el río Macintyre, el río Severn y el río Weir, todos afluentes del río Barwon, un afluente del río Darling. Las ciudades fronterizas del sur incluyen Mungindi, Goondiwindi y Texas.
En el sur, hay tres secciones que constituyen su frontera: la cuenca hidrográfica desde Point Danger hasta el río Dumaresq; la sección del río que involucra el Dumaresq, el Macintyre y el Barwon; y 29 ° S de latitud (incluidas algunas invasiones históricas menores por debajo del paralelo 29) hacia la frontera del sur de Australia.
En el sur, hay tres secciones que constituyen su frontera: la cuenca desde Point Danger hasta el río Dumaresq; la sección del río que involucra el Dumaresq, el Macintyre y el Barwon; y 29° S (incluidas algunas invasiones históricas menores por debajo del paralelo 29) hasta la frontera con Australia Meridional.

## Regiones

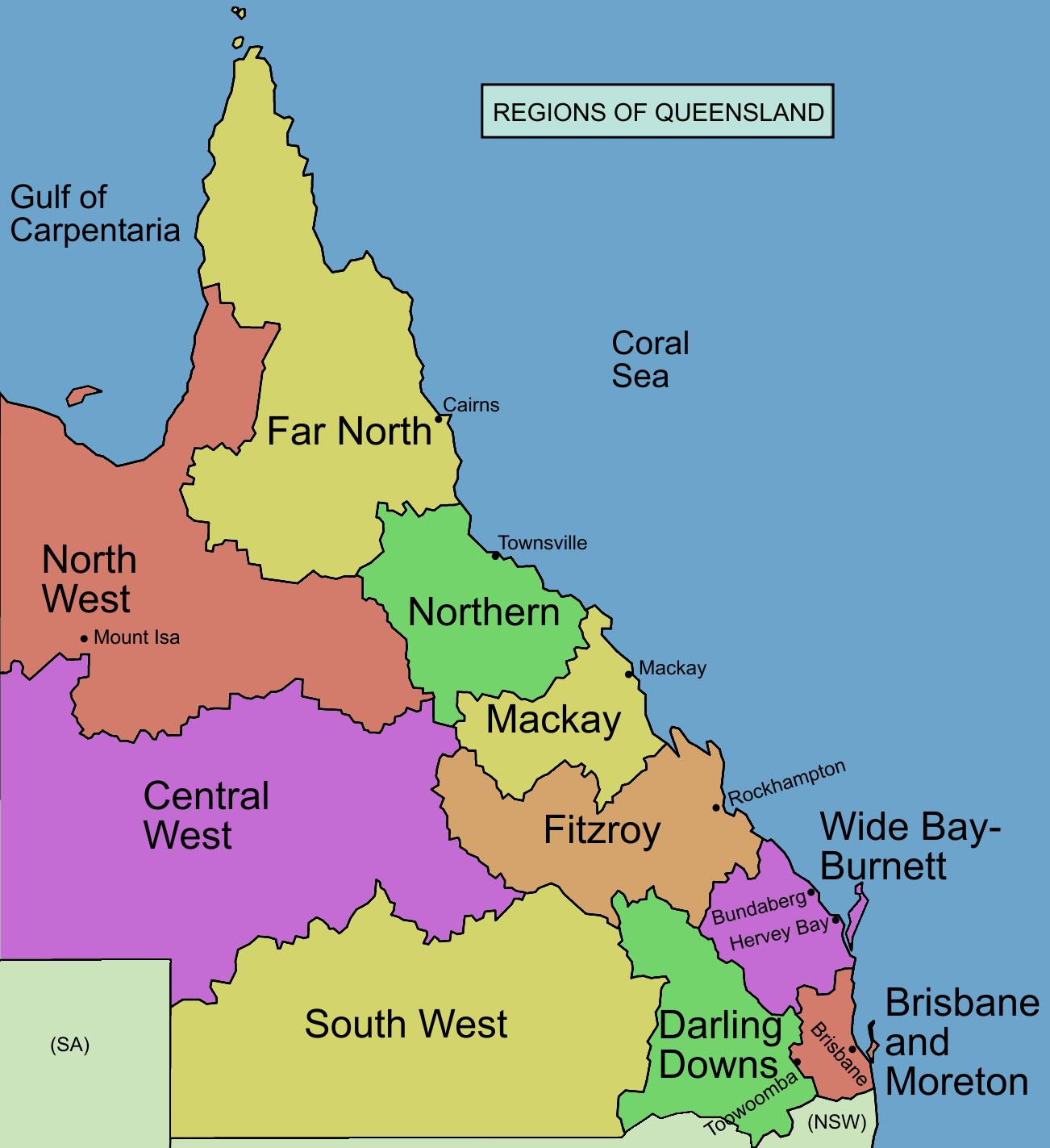
Regiones de Queensland.

Hay 9 regiones principales en Queensland: South East Queensland, Darling Downs (que incluye el Granite Belt), Central Queensland (que abarca las regiones de Mackay y Fitzroy), el suroeste de Queensland (que contiene la región de Maranoa), el centro oeste,  Wide Bay–Burnett (que incluye el South Burnett), North Queensland, Gulf Country  y Far North Queensland (que incluye las mesetas de Atherton). Las regiones de Darling Downs y South East Queensland fueron las primeras en establecerse.
Hay 15 bioregiones encontradas en Queensland, incluidas la península del Cabo York, Channel Country, Cinturón del Brigalow y Mulga Lands.

## Geografía física

### Islas

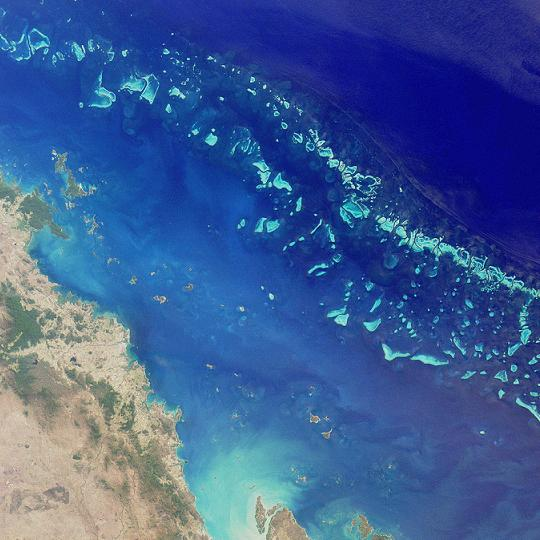
La Gran Barrera de Coral, con las islas Whitsunday en el norte y Shoalwater Bay en el sur.

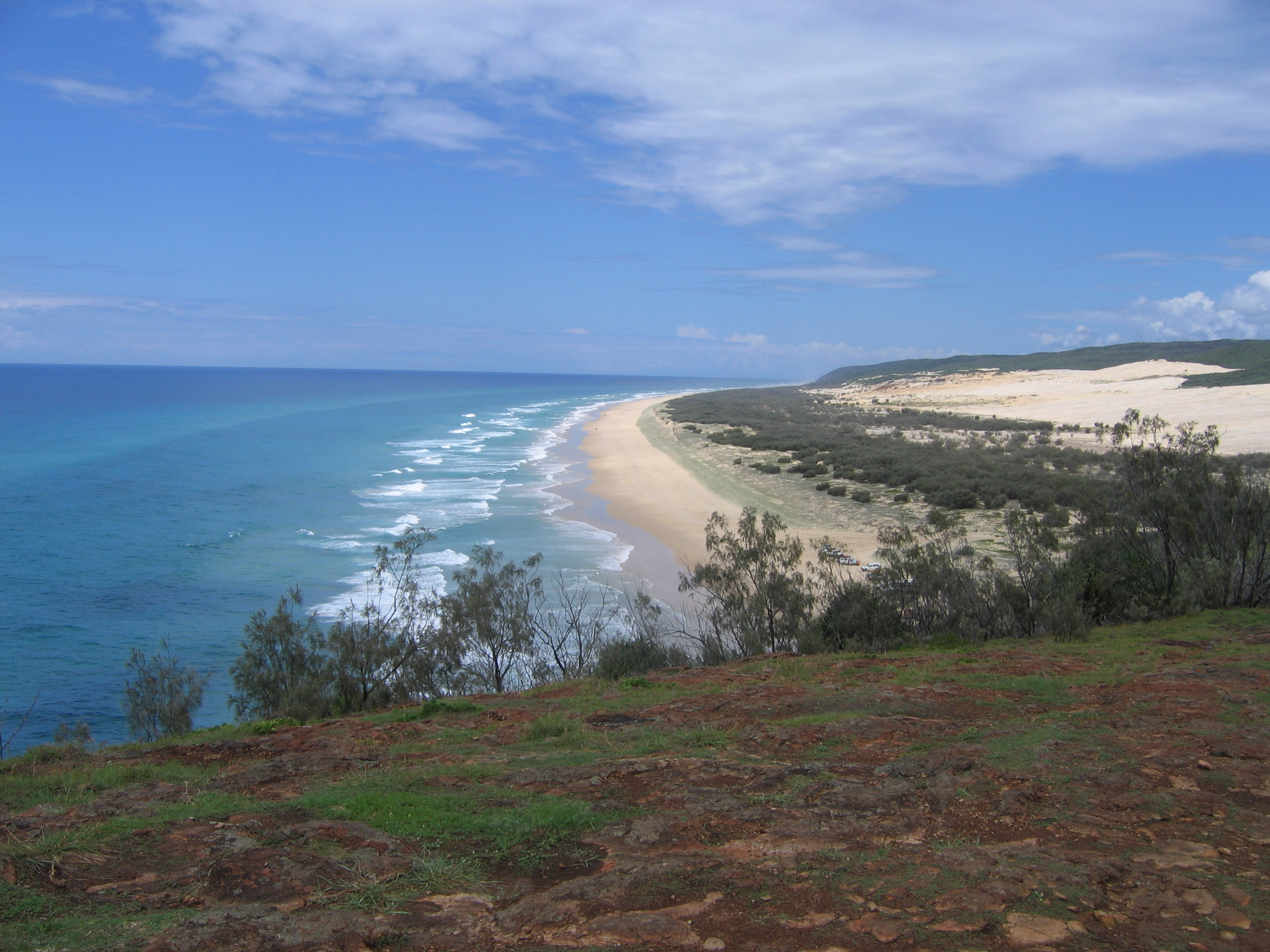
Vista al sur desde Indian Head, isla Fraser, 2005.

La isla Fraser, la isla de arena más grande del mundo, se encuentra frente a la costa de Queensland. En ella están la mitad de los lagos encaramados o lagos dunares del mundo. Estos  raros lagos, que suman un total de 80 de este tipo en todo el mundo, se forman en depresiones entre las dunas de arena y no tienen ni entrada ni  salida natural. Isla Magnética, Heron, isla Great Keppel, Hamilton y las islas Whitsunday  son conocidas por sus centros turísticos.  Isla Mornington y la isla Gran Palmera sostienen grandes comunidades aborígenes. En el estrecho de Torres, Thursday Island es el centro administrativo y comercial de las islas del estrecho de Torres. La isla Hinchinbrook, una gran isla montañosa frente a la costa de Cardwell, está completamente preservada dentro del parque nacional Isla Hinchinbrook. North West Island es un cayo coralino que sustenta importantes zonas de anidación de aves marinas y tortugas.
Las islas de Bribie, Moreton, North Stradbroke y South Stradbroke se encuentran en la esquina sureste del estado. North Stradbroke es la segunda isla de arena más grande del mundo. Como la isla Bribie está conectada por un puente sobre el Pasaje Pumicestone, es la isla más desarrollada de la región.

### Cuerpos de agua

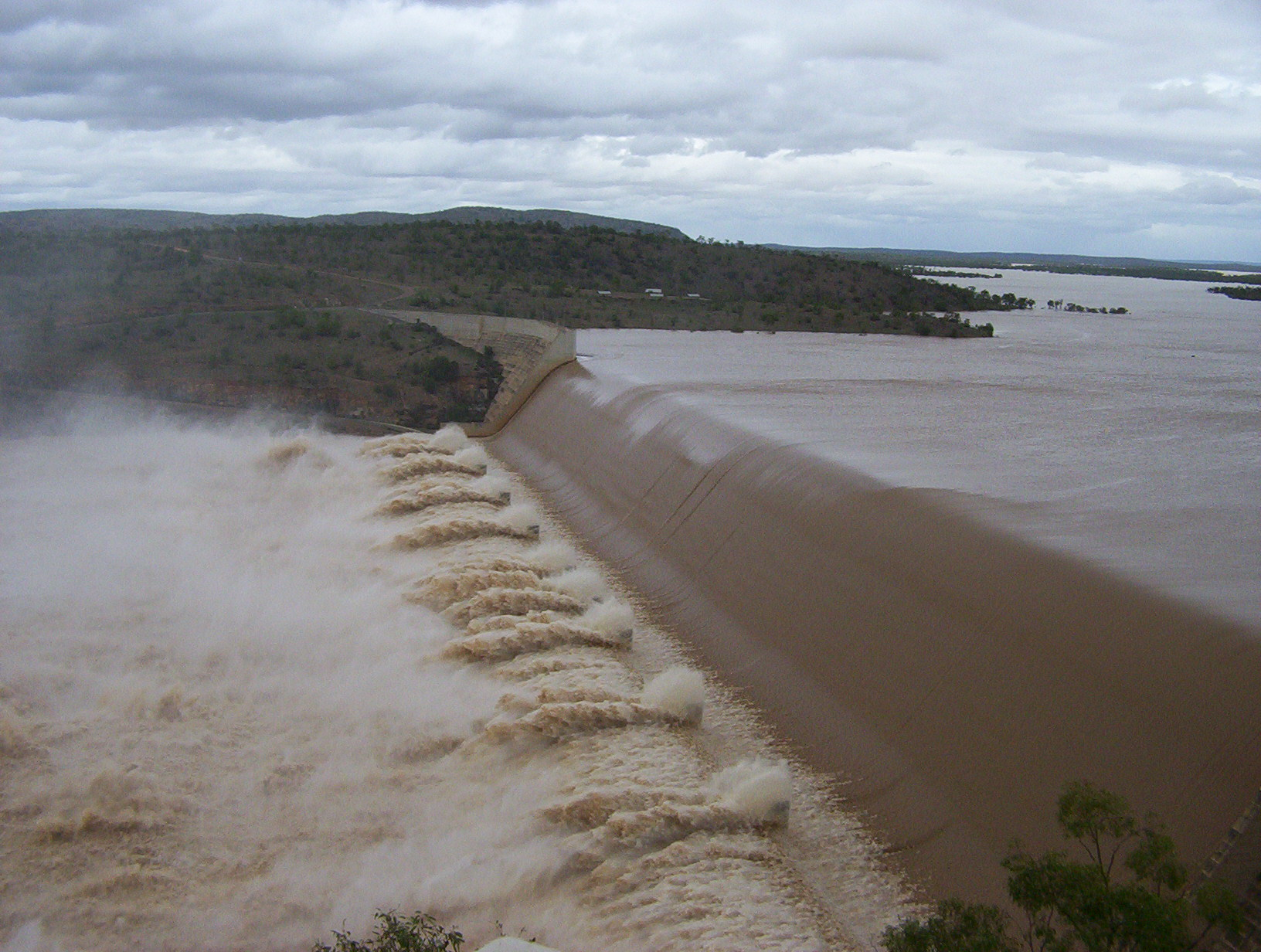
La presa de Burdekin es el embalse más grande de Queensland, 2007

Al noroeste de Queensland se encuentra el golfo de Carpentaria. Al norte de la península del Cabo York se encuentra el estrecho de Torres con las muchas islas del estrecho de Torres, la más septentrional de las cuales es la isla de Boigu en el paralelo 10 sur. Al este de Queensland se encuentra el mar de Coral, parte del océano Pacífico. Las principales bahías a lo largo de la costa son la de bahía Princess Charlotte, Shoalwater, al norte de Yeppoon, Hervey, entre la isla Fraser y el continente, Trinity en Cairns y Moreton  en Brisbane. El Gran Estrecho de Sandy es un pasaje que se extiende al sur de la bahía Hervey, entre el continente y la isla Fraser. Las playas de Gold Coast y de Sunshine Coast son largas y arenosas, lo que atrae a turistas, incluidos los surfistas. Más al norte, las olas están amortiguadas por los arrecifes de barrera.
La presa y embalse más grande de Queensland es la presa de Burdekin, seguida del lago Awoonga. No hay grandes lagos naturales en el estado. Hay algunos lagos naturales, creados por cráteres volcánicos, y muchas lagunas costeras, principalmente en el sureste de Queensland. Los lagos en las regiones áridas y semiáridas de Queensland experimentan tasas bajas y  muy variables de lluvia, junto con tasas de evaporación muy altas.

### Ríos

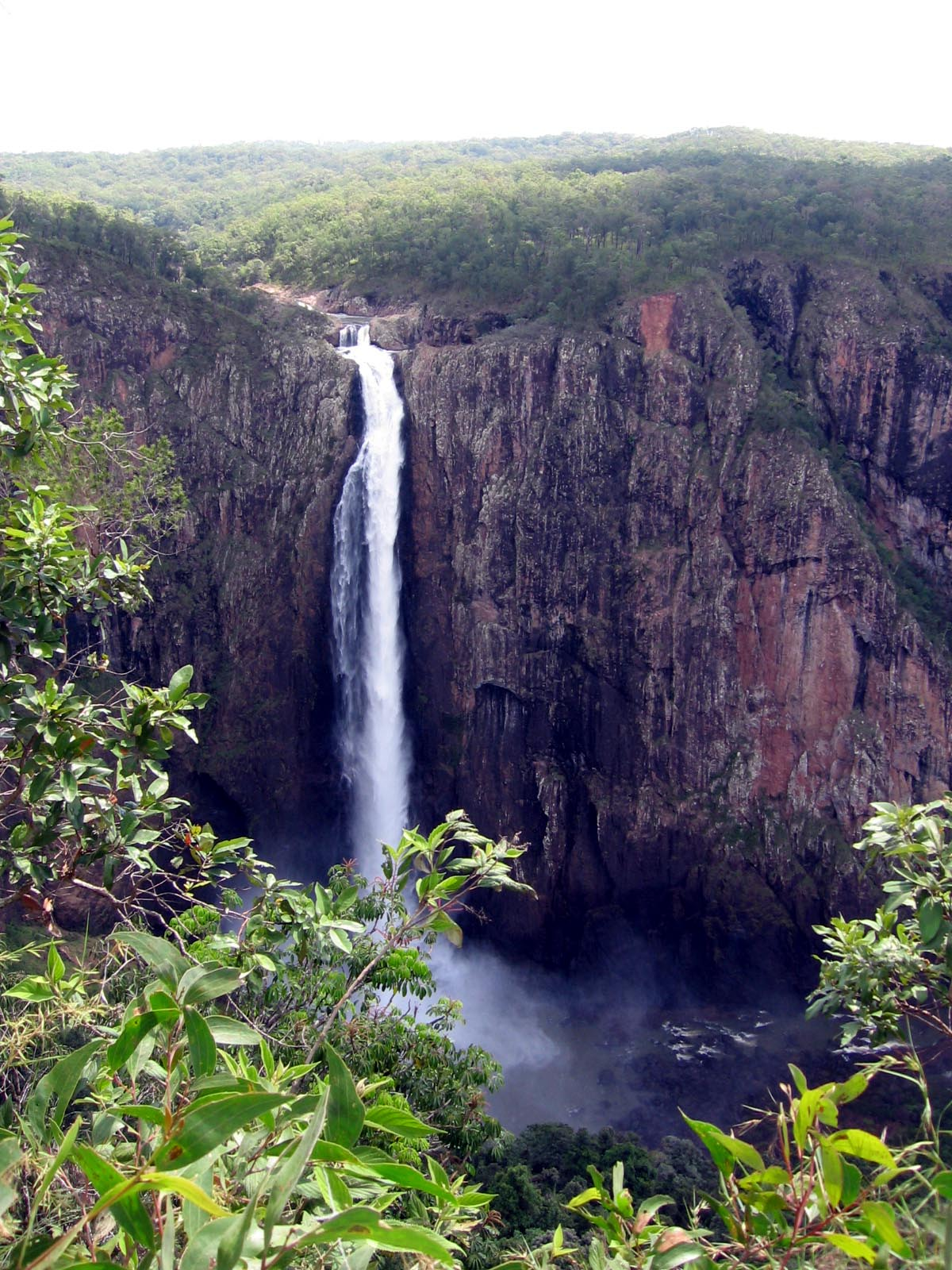
Wallaman Falls tiene la mayor caída de Australia (2007).

Queensland tiene cientos de ríos y muchos arroyos más pequeños. La descarga de estos ríos, particularmente en el norte tropical del estado, representa el 45% de la escorrentía superficial de la nación.
Los principales ríos del estado, por cuenca hidrográfica, son:
- ríos costeros:

- en el golfo de Carpentaria (de oeste a este): ríos  Gregory (321 km),  Leichhartd (630 km), río Flinders (840 km), Norman (420 km),  Gilbert (887 km),  Staaten (383 km), Mitchell (750 km) y  Wenlock (322 km), que tiene la mayor diversidad de peces de agua dulce de todos los ríos australianos.

- en el mar de Coral (de norte a sur): ríos Normanby (350 km), Belyando (1054 km, con su afluente  Burdekin (886 km)),  Campaspe (376 km), Dawson (735 km, con su afluente Fitzroy 480 km),  Mary  (291 km) y Brisbane (344 km);

- en la cuenca del Murray-Darling: Paroo (1210 km), Warregoo (1380 km), Condamine (657 km, con su afluente el Maranoa (519 km)) y Mcyntire (319 km);
- lago Eyre: Cooper Creek (1113 km) (con sus dos fuentes principales, el Thomson (350 km) y el Barcoo (570 km)), así como el río Eyre (con su fuentes, el Georgina (1057 km) y el efímero Burke (250 km)) y el río Diamantina (900 km).

Barron Falls, en el norte del estado es una de las caídas de agua más llamativas del estado. Durante las fuertes lluvias, el paisaje se transforma en un torrente torrencial. Del mismo modo, Purlingbrook Falls en el Gold Coast Hinterland es más espectacular después de fuertes aguaceros. Wallaman Falls, al oeste de Ingham, en el norte de Queensland, es la cascada de una sola caída más grande de Australia. Otras cascadas notables son las cataratas Milla Milla, cascadas Purlingbrook y cascadas Coomera.

### Montañas y cordilleras

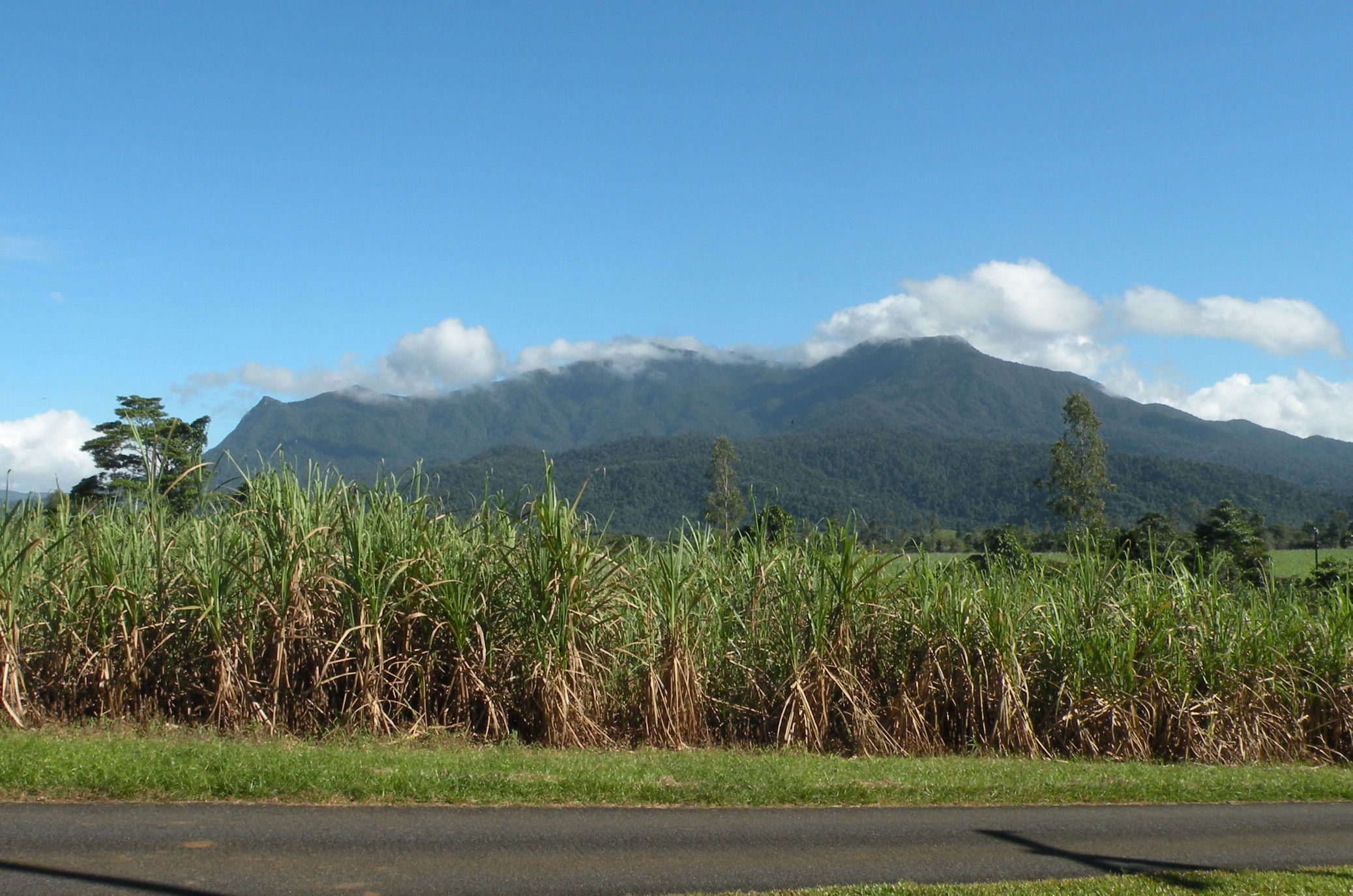
El Bartle Frere (1622 m), el punto más alto del estado.

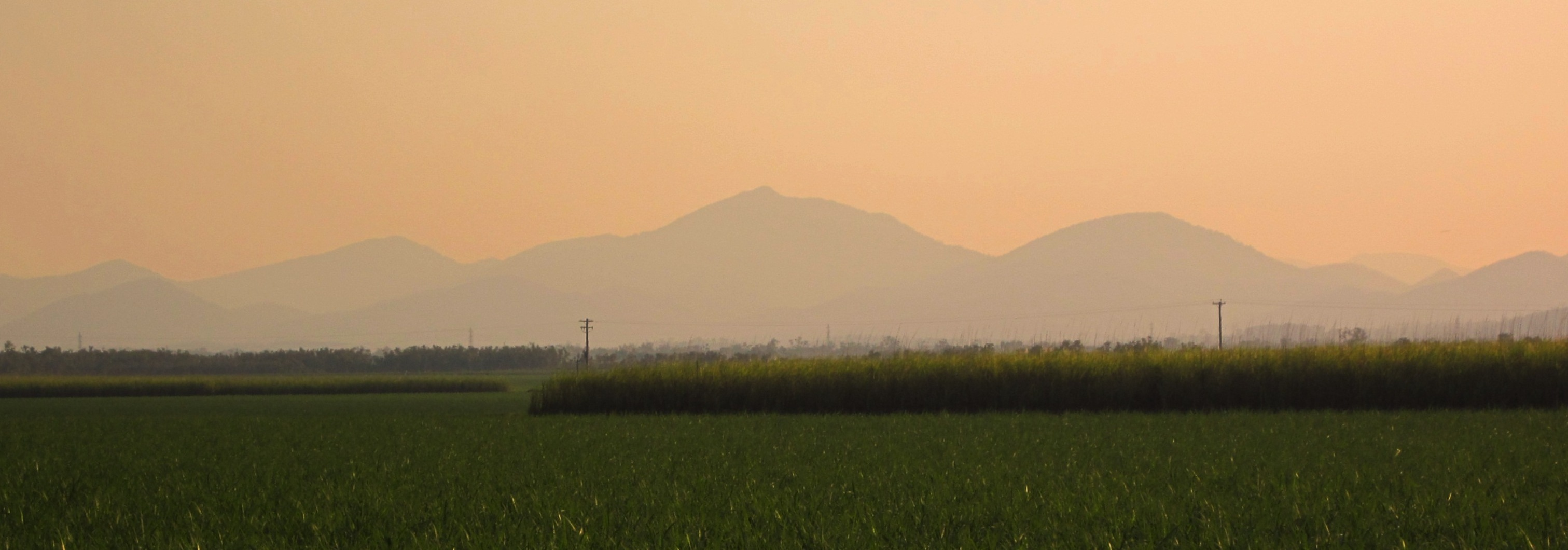
La cordillera Dittmer, Kelsey Creek.

El este de Queensland está dominado por la Gran Cordillera Divisoria, en contraste con el bajo relieve de las áreas occidentales. Al este de la Gran Cordillera Divisoria se encuentra una estrecha franja costera, conocida como la Australian north-east coast drainage division (división de drenaje de la costa noreste de Australia), que aloja a la mayoría de la población del estado. Es a lo largo de esta franja donde se cultiva en suelos fértiles y clima húmedo el producto agrícola más importante del estado, la caña de azúcar.
Otras áreas elevadas incluyen las partes orientales de Barkly Tableland, mesetas de Atherton, Central Highlands que contiene Carnarvon Gorge y Granite Belt, la principal región productora de vino de Queensland. Las montañas Bunya, un espolón aislado de la Gran Divisoria, son especialmente pintorescas y proporcionan un hábitat importante en una región que ha sufrido un exceso de desbroce. Más cerca de la costa se encuentran las montañas Glasshouse, una serie de tapones volcánicos que fueron nombrados por el navegante y entonces teniente James Cook. Otra maravilla natural es la serie de cadenas montañosas en el sureste de Queensland conocida como Scenic Rim.
Las montañas más altas del estado son los montes  Bartle Frere (1622 m), Bellenden Ker (1593 m), Superbus (1375 m) y Barney (1359 m) y el pico Thornton  (1374 m).
Algunas de las ciudades de Queensland se encuentran en tierras relativamente llanas a orillas de los ríos. Durante las inundaciones severas, como las inundaciones de Queensland en 2010, numerosas ciudades quedan anegadas a medida que sube el nivel de las aguas. Los diques han aliviado algunas inundaciones menores, pero después de períodos prolongados de fuertes lluvias, el gran volumen de las aguas no puede ser retenido. Las interrupciones por inundaciones se han aceptado en las ciudades del interior como  Charleville y, en menor medida, en ciudades costeras como Gympie.

### Clima

Tipos climáticos de Köppen en Queensland.

La franja costera, al este de la Gran Cordillera Divisoria, tiene un clima templado húmedo y cálido. Al oeste de la cordillera, tanto las temperaturas mínimas como las precipitaciones disminuyen mientras los días son más calurosos. En el norte del estado hay una temporada de monzones. Los ciclones tropicales  atraviesan la costa regularmente, a veces proporcionando buenas precipitaciones tierra adentro.
El monte Bellenden Ker ha registrado la precipitación anual más alta de Australia, 12 461 mm  y tiene la precipitación anual promedio más alta de Australia de 7950 mm. La precipitación total diaria más alta fue de  907,0 mm en Crohamhurst el 3 de febrero de 1893. La temperatura más alta registrada en el estado fue de 49,5 °C en Birdsville el 24 de diciembre de 1972. La temperatura más baja jamás registrada en el estado fue de −10,6 °C °C en Stanthorpe el 23 de junio de 1961.
La mayor parte del oeste de Queensland es árida, con algunas zonas desérticas. El desierto Pedregoso de Sturt, el desierto de Strzelecki y el desierto de Simpson (compartido con Northern Territory y South Australia) se encuentran parcialmente en Queensland. La sequía ha tenido un impacto significativo en las comunidades rurales de Queensland, tanto social como económicamente. 

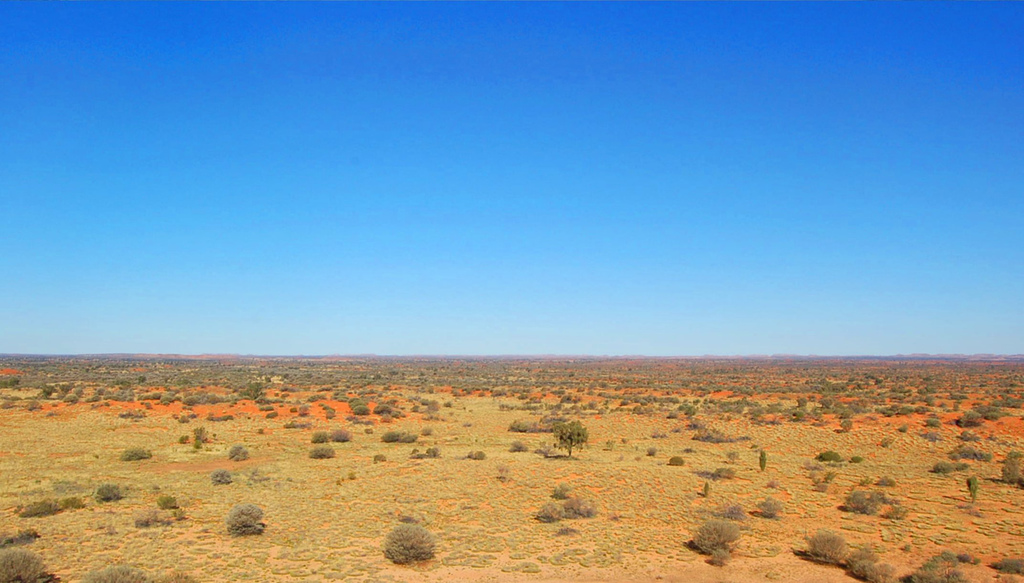
Desierto de Simpson, 2007.

## Geografía humana
| Año  | Población |
| ---- | --------- |
| 1883 | 250,000   |
| 1922 | 779,000   |
| 1952 | 1,259,500 |
| 1992 | 3,030,000 |
| 2001 | 3,655,139 |
| 2003 | 3,774,292 |
| 2005 | 3,963,968 |
| 2007 | 4,196,000 |
| 2009 | 4,450,418 |

La costa este de Australia, que incluye lo que ahora se conoce como Queensland, fue explorada por primera vez por James Cook, pero durante miles de años antes estuvo ocupada por indígenas australianos. La capital de Queensland es Brisbane. Queensland utiliza la  zona horaria estándar del este de Australia, pero no se ajusta en verano para el horario de verano. La minería y la agricultura, particularmente la cosecha de caña de azúcar, son las principales industrias del estado.
La Gran Cuenca Artesiana es una importante fuente de agua para el estado. A través de la perforación de pozos, ha permitido que prospere una industria ovina y ganadera en la árida hierba Mitchell, las llanuras de Mulga y Spinifex en las regiones occidental y central.  Las características artificiales importantes incluyen la valla Dingo, una extensa red ferroviaria y numerosas carreteras.

### Población
La población de Queensland a finales de junio de 2009 era de 4.406.800, que lo situaba como el tercer estado más poblado. La mayor parte del crecimiento actual de la población de Queensland se debe a la migración desde Nueva Zelanda. Para 2042, se espera que la población de Queensland alcance los 7 millones de personas. Queensland tiene la segunda población aborigen más grande de Australia. Sin embargo, si las tasas de crecimiento continúan, la población de australianos indígenas en Queensland superará a Nueva Gales del Sur para el momento del próximo censo.

### Ciudades y pueblos
La capital de Queensland, Brisbane, se encuentra en la región más poblada del sudeste de Queensland. También se encuentran aquí Gold Coast, Ipswich, Logan, Redcliffe City y Toowoomba , la segunda ciudad interior más grande de Australia, que se encuentra a 120 km al oeste de Brisbane en los Darling Downs, así como  Warwick.
Townsville es la ciudad más grande del norte del estado. Otras ciudades en el norte del estado son Mount Isa, un pueblo minero, , Charters Towers, Mackay, el mayor exportador de azúcar del país y uno de los mayores exportadores de carbón del país y Cairns. En las regiones centrales del estado se encuentran las ciudades de Rockhampton, Bundaberg, Gladstone, con sus instalaciones portuarias de exportación de carbón económicamente importantes,  Maryborough y Hervey Bay Los puertos más grandes de Queensland son el Puerto de Gladstone, seguido por el Puerto de Brisbane y luego el Puerto de Townsville.
Algunas ciudades y asentamientos de Queensland se conocen como comunidades aborígenes. Palm Island y Cherbourg son dos de los ejemplos más conocidos.

### Transporte

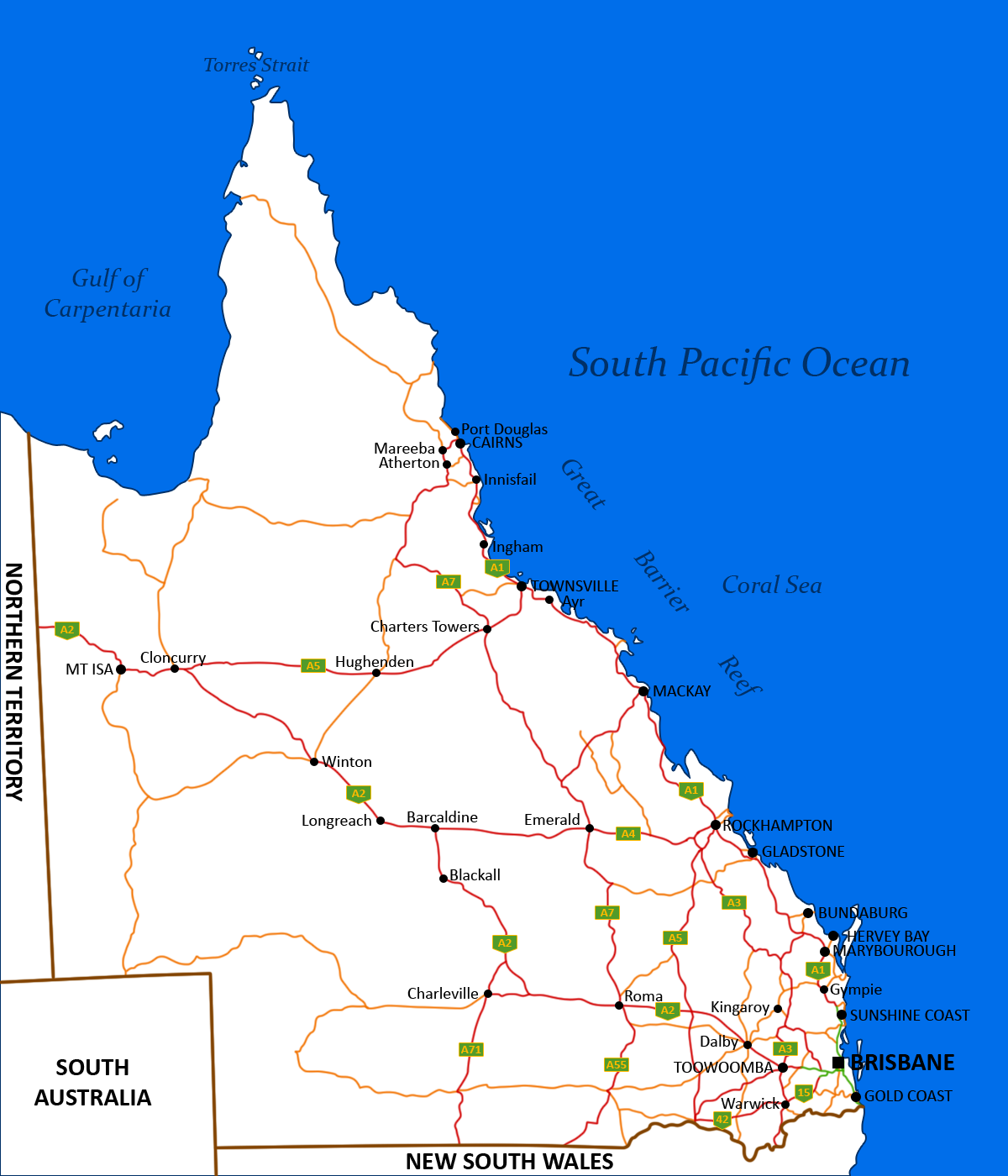
Carreteras principales en Queensland.

Las redes ferroviarias se extienden a lo largo de la costa este desde Gold Coast  hasta Kuranda. Los principales ramales se extienden tierra adentro hacia Longreach, Charleville y Mount Isa.
La Pacific Highway une Brisbane y Sídney a lo largo de la costa, mientras que la New England Highway une las ciudades tierra adentro. La Newell Highway  conecta Goondiwindi con los estados del sur a través del centro de Nueva Gales del Sur. La Bruce Highway, que discurre a lo largo de la costa desde Brisbane a Townsville, tiene secciones cerca de Gympie que se describieron en un informe de 2006 como una de las peores autopistas nacionales de Australia.

## Áreas protegidas
Queensland tiene significativas áreas de selva tropical y otras áreas de diversidad biológica. Las áreas que han sido declaradas Patrimonio Mundial en el estado son:
- la Gran Barrera de Coral,

- los Trópicos Húmedos de Queensland y

- los Bosques húmedos Gondwana de Australia.

Queensland tiene declarados 226 parques nacionales, siendo el mayor es el Parque nacional Desierto Simpson, en el remoto centro oeste del estado, con 10 120 km². Los parques nacionales más visitados están en el sureste de Queensland y son el parque nacional Tamborine (establecido en 1993, con 11,60 km²), el parque nacional Lamington y el parque nacional Noosa.[cita requerida] Estos parques están ubicados cerca de los centros de gran población y son los más accesibles del estado. Lamington y otros parques alrededor del Scenic Rim (Borde Escénico), como el parque nacional Cadena Principal, están también incluidos en los Bosques húmedos de Gondwana, declarados Patrimonio de la Humanidad.

Un poco más lejos se encuentra el parque nacional Carnarvon, en el centro de Queensland, que tiene una escarpado comarca de garganta y algunos de las mejores muestras de arte rupestre aborigen de Australia. En el norte del estado se encuentran el parque nacional Boodjamulla, que incluye Riversleigh, el parque nacional Garganta Barron y el parque nacional Daintree, donde los Trópicos Húmedos de Queensland se encuentran con la Gran Barrera de Coral. Algunas zonas marinas están protegidas en tres parques marinos estatales. Estos son el Parque marino de la Gran Barrera de Coral (1975, con 343 966 km²), el parque marino Moreton Bay (1992, con 3400 km² y el parque marino Great Sandy (1999, con 932 km²).